# Jhon Arias
Jhon Adolfo Arias Andrade (Quibdó, 21 de setembro de 1997) é um futebolista colombiano que atua como meio-campista ou ponta. Atualmente joga no Wolverhampton.
Conhecido pela velocidade, força, entrega e qualidade nos passes, foi, entre 2022 e 2025, o jogador com mais assistências no futebol brasileiro jogando pelo Fluminense, onde foi ídolo e multicampeão, e consolidou-se como o principal garçom do país no período.

## Carreira

### Início
Mesmo sendo colombiano, Jhon Arias iniciou sua carreira no futebol mexicano, atuando nas categorias de base do Dorados de Sinaloa. Teve uma passagem pela base do Tijuana antes de retornar a seu país natal, comprado[carece de fontes?] pelo Patriotas de Boiacá.

### Llaneros
Emprestado ao Llaneros para a disputa da Segunda Divisão Colombiana, Arias realizou sua primeira partida como profissional no dia 17 de fevereiro de 2018. Seu primeiro gol viria um mês depois, no empate por 1–1 do Llaneros contra o Unión Magdalena, na primeira fase da Copa Colômbia, que viria a classificar a sua equipe a próxima fase.

### Retorno ao Patriotas
Após um ano de empréstimo, Arias retornou ao Patriotas, estreando no dia 25 de janeiro de 2019 pela equipe, contra o Independiente Medellín. Curiosamente, na sua primeira partida enfrentaria (e ganharia de) seu futuro companheiro de Fluminense, Germán Cano.[carece de fontes?] Arias foi um meia-atacante regular em seu ano pelo Boiacá, atuando em 38 partidas, marcando quatro gols e dando uma assistência no Campeonato Colombiano de 2019. Suas boas atuações, velocidades e capacidades de dribles geram a sua primeira convocação para a Seleção Colombiana Sub-23, em um jogo contra Argentina no qual não chegou a entrar em campo. No Patriotas, Arias jogava como volante e ponta-esquerda.

### América de Cali
Seu perfil de jogo chamou a atenção do América de Cali, emprestado pelo Patriotas.[carece de fontes?] Em seu primeiro jogo, contra a Alianza Petrolera, foi responsável por uma assistência. Ao longo de sua única temporada pelos Diablos de Cali, Arias marcou um único gol e proveu três assistências[carece de fontes?] e estreou em competições internacionais em uma partida da Libertadores contra o Grêmio com 22 anos. A passagem de Arias pelo America é frequentemente dita como subutilizada, já que o estilo de jogo do técnico vigente, Juan Cruz Leal, era apostando em contra-ataques rápidos e Arias preferia cadência de bola. Além disso, teve um pequeno problema de lesão e se ausentou de alguns jogos por COVID-19. Apesar disso, o jogador conseguiu ter um bom apoio da torcida e contribuiu para o título de campeão colombiano, um torneio atípico por conta da pandemia.

### Santa Fe
Um desentendimento entre os presidentes do América de Cali, seu time atual, e o Patriotas, detentor de seus direitos, inviabilizou a sua permanência nos Diablos por mais um ano. A equipe de Boyacá preferiu emprestá-lo com a opção de compra ao Independiente Santa Fé, time que havia ganhado na final do último campeonato colombiano. Estreou pelo Santa Fe em janeiro de 2021 e marca seu primeiro gol duas partidas depois contra seu ex-time, o Patriotas. Ao todo, faz 28 partidas, com três gols e duas assistências pelo Santa Fé e foi o jogador com a maior média de dribles por partida na primeira metade do campeonato colombiano, jogando a Copa Libertadores pela equipe e a levando até as quartas-de-final do campeonato colombiano de 2021.[carece de fontes?] Em sua passagem pelo Santa Fe, Arias jogou mais como ponta-esquerda e conseguiu boas atuações, tendo sido convocado para um ciclo de treinamentos da Seleção Colombiana em agosto de 2021.

### Fluminense

#### 2021
Seu destaque contra o Fluminense pela fase de grupos da Libertadores chamou o interesse do time carioca, que o comprou junto ao Patriotas por 600 mil dólares (R$ 3,1 milhões) por 50% dos direitos econômicos do jogador. O jogador chegou para disputar posição com Gabriel Teixeira, que vinha sido criticado pela torcida, e com Kayky, que já havia sido comprado pelo Manchester City.[carece de fontes?] A demora na contratação impediu Arias de jogar na Libertadores pelo Fluminense nas quartas-de-final contra o Barcelona de Guayaquil, confronto que eliminaria o time carioca da competição.
No dia 26 de agosto, Jhon Arias foi relacionado pela primeira vez na partida contra o Atlético Mineiro pelas quartas da Copa do Brasil e fez sua estreia durante o jogo ao entrar no lugar de Luiz Henrique. No jogo seguinte, contra o Bahia, pelo Campeonato Brasileiro, Arias jogou sua primeira como titular e atuou por 88 minutos até a entrada de Manoel no final do jogo. Seu primeiro gol saiu no dia 2 de setembro de 2021, na partida contra o Juventude, pela 14ª rodada do Brasileirão, o colombiano marcou seu primeiro gol com a camisa do Fluminense no empate em 1–1.

#### 2022
Apesar de uma primeira temporada discreta, Arias realizou 61 jogos pelo Fluminense em 2022, se firmando na equipe titular com Abel Braga durante o Campeonato Carioca e se reafirmando com Fernando Diniz. Foi uma das figuras centrais na conquista do Carioca de 2022, com um gol na semifinal contra o Botafogo e uma assistência no segundo jogo da final contra o Flamengo, jogo que coroou a equipe de Abel Braga como campeã carioca.
Nesse ano, Jhon Arias marcou 16 gols e fez 17 assistências, firmando parceria de ataque com Germán Cano, dupla que foi apelidada pela torcida tricolor de Canarias. No Fluminense, o jogador colombiano provou-se fundamental para a boa campanha da equipe tricolor no Campeonato Brasileiro, tendo terminado em terceiro.

#### 2023
Em 2023, reafirmou-se como peça fundamental do estilo tático de Diniz na conquista do bicampeonato carioca e foi eleito para a seleção do Campeonato.
Além da conquista estadual, Arias foi fundamental na  decisão contra o argentino Boca Juniors pela final da Libertadores, destacando-se muito por seu trabalho de "formiguinha" e dedicando-se taticamente, auxiliando seus companheiros. O atleta atuou durante todos os 13 jogos do Tricolor das Laranjeiras na campanha do título da América, tendo participado diretamente de cinco gols, marcando dois e anotando três assistências.
Pelo Mundial de Clubes, Arias marcou de pênalti contra o Al-Ahly. Embora o Fluminense tenha perdido o título para o Manchester City, o colombiano foi eleito o terceiro melhor jogador da competição mundial, ficando com a bola de bronze.
Em 28 de dezembro, Jhon Arias foi um dos quatro indicados ao prêmio Rei da América, concedido pelo jornal uruguaio El País. Os outros indicados foram Germán Cano, Nicolás de la Cruz e Luís Suárez.

#### 2024
Em meio a queda de desempenho geral do Fluminense no ano de 2024, Arias se manteve com boas atuações ao longo do ano e se consolidou pela seleção colombiana. Em fevereiro, o jogador fez os dois gols da decisão da Recopa Sul-Americana, marcando seu nome na história da conquista inédita do Tricolor. Por conta da má fase de German Cano, Arias se tornou o principal artilheiro do Fluminense no ano, chegando a 11 gols pela camisa tricolor ao longo de 2024. Apesar de cotado em alguns times da Europa, o meia colombiano não foi vendido durante a janela de meio de ano. No dia 1 de novembro, em partida contra o Grêmio pelo returno do Brasileirão, Arias marcou um gol e chegou a sua participação direta de número 84 (42 gols e 42 assistências) com a camisa do Fluminense. Já no dia 8 de dezembro, encerrou sua participação na temporada 2024 com a camisa do Fluminense, contribuindo para a vitória por 1–0 contra o Palmeiras no Allianz Parque, jogo que selou a permanência do Tricolor na primeira divisão e confirmou ida para a Copa Sul-Americana de 2025. Ao todo, Arias fez 195 jogos com a camisa do Clube, contribuindo com 43 gols e 42 assistências. De acordo com  Observatório de Futebol do Centro Internacional de Estudos de Esporte (CIES), Arias foi o segundo jogador com o maior número de minutos jogados em 2024. Ele esteve em campo por 5.599 minutos neste ano, somando os jogos pelo Fluminense e pela Colômbia. Ele ficou atrás somente de Jules Koundé, do Barcelona, com 5.872 minutos. O uruguaio Federico Valverde, do Real Madrid, completou o top-3, com 5 573 minutos.

#### 2025
Arias fez sua estreia no ano de 2025 na derrota por 2–1 para o Botafogo, válida pelo Campeonato Carioca. Apesar das propostas do Zenit e de outros clubes da Europa, o meia inicialmente permaneceu no clube. Os valores das sondagens foram considerados insuficientes pelo Fluminense e o jogador também não possuía interesse de atuar na Rússia, tendo reforçado algumas vezes seu sonho de disputar a Liga dos Campeões da UEFA e recusando uma proposta milionária de renovação com o Fluminense.
No dia 1º de fevereiro, foi anunciada a renovação de seu contrato até meados de 2028, o tornando um dos jogadores mais bem pagos da história do clube, com vencimentos mensais superando 1 milhão de reais. No dia 5 de fevereiro, contribuiu com assistência para o gol de Thiago Silva na vitória por 2–1 contra o Vasco da Gama, chegando a sua 43ª assistência pelo Tricolor. Arias completou 200 jogos pelo Fluminense na vitória por 2–0 sobre o Nova Iguaçu, partida na qual deu duas assistências. No dia 13 de abril, deu assistência para o gol de Samuel Xavier na vitória tricolor contra o Santos, chegando a sua assistência de número 49 pelo Fluminense. No dia 1º de junho, deu assistência para que Paulo Baya fizesse o gol da vitória tricolor sobre o Internacional em Porto Alegre (RS), chegando a sua centésima participação direta em gols (46 gols e 54 assistências) em 223 jogos com a camisa do Fluminense.
Em 17 de junho, teve grande atuação e foi eleito pela FIFA como o melhor jogador em campo no empate em 0–0 com o Borussia Dortmund, pela Copa do Mundo de Clubes. O tricolor foi superior à equipe europeia durante toda a partida, liderado pelo poder ofensivo e força física do jogador colombiano. A equipe tricolor chegou até as semifinais da competição sendo eliminado pelo Chelsea, com o atleta tendo sido fundamental durante a campanha. Ao final da competição, Jhon Arias foi incluído na seleção do campeonato, juntamente com o zagueiro Thiago Silva.
Sua última partida foi contra o Cruzeiro, válido pelo Campeonato Brasileiro. Em sua passagem, Arias disputou 230 jogos pelo Fluminense desde 2021, marcou 47 gols e 55 assistências, além de carregar o feito de ser o único jogador do Fluminense a ter balançado as redes em todos os torneios disputados pelo Flu na atualidade. O atleta deixou a equipe como um dos maiores ídolos da história tricolor, tendo conquistado dois Campeonatos Carioca, uma Copa Libertadores e uma Recopa Sul-Americana, tendo sido fundamental em todas as conquistas.

### Wolverhampton
Em 16 de julho de 2025, Jhon Arias acertou sua ida para o Wolverhampton, da Premier League, por 22 milhões de euros. O Fluminense, que possuía apenas 50% dos direitos econômicos do jogador, negociou junto ao Patriotas para ficar com uma fatia maior da operação. Foi noticiado que o clube carioca teria direito a 16 milhões de euros, sendo 11 fixos e 5 condicionados a metas a serem atingidas pelo atleta, enquanto o clube colombiano receberia o restante. O Tricolor também terá direito a 10% de uma futura venda de Arias, além da preferência no retorno do jogador caso o mesmo decida sair do clube. No dia 24 de julho, o clube inglês anunciou oficialmente a contratação do jogador, e Jhon Arias recebeu a camisa 10 do Wolves.
Fez sua estreia pelo clube em um amistoso contra o Girona, no dia 3 de agosto de 2025. O colombiano entrou no segundo tempo e marcou o gol da equipe na derrota por 2 a 1 para os espanhóis.

## Seleção Colombiana
Jhon Arias foi convocado pela primeira vez para a Seleção Colombiana Sub-23 para uma partida contra a Argentina, mas não chegou a ser utilizado. No final de sua passagem pelo Santa Fe, o colombiano foi convocado pelo técnico Reinaldo Rueda para um ciclo de treinamentos, junto com outros atletas atuantes no Campeonato Colombiano.
Sua primeira convocação para uma partida viria em um amistoso contra a Árabia Saudita e sua estreia como titular em jogo contra o Paraguai, no dia 19 de novembro de 2022. Também foi convocado nas primeiras convocatórias do ciclo para a Copa do Mundo de 2026 em amistosos contra as seleções da Coreia do Sul e do Japão.
Ao longo de uma boa fase da Seleção Colombiana, que passou mais de 20 jogos sem perder, Arias começou a ganhar destaque e conquistou a titularidade da seleção, chegando a ser destaque da campanha da Seleção Colombiana vice-campeã da Copa América de 2024.
|     | Data                   | Local                           | Resultado | Adversário     | Gols | Competição              |
| --- | ---------------------- | ------------------------------- | --------- | -------------- | ---- | ----------------------- |
| 1.  | 5 de junho de 2022     | Murcia, Espanha                 | 0–1       | Arábia Saudita | -    | Partida amistosa        |
| 2.  | 19 de novembro de 2022 | Fort Lauderdale, Estados Unidos | 2–0       | Paraguai       | -    | Partida amistosa        |
| 3.  | 24 de março de 2023    | Ulsan, Coréia do Sul            | 2–2       | Coreia do Sul  | -    | Partida amistosa        |
| 4.  | 28 de março de 2023    | Osaka, Japão                    | 1–2       | Japão          | -    | Partida amistosa        |
| 5.  | 16 de junho de 2023    | Valencia, Espanha               | 1–0       | Iraque         | -    | Partida amistosa        |
| 6.  | 20 de junho de 2023    | Gelsenkirchen, Alemanha         | 0–2       | Alemanha       | -    | Partida amistosa        |
| 7.  | 7 de setembro de 2023  | Barranquilla, Colômbia          | 1–0       | Venezuela      | -    | Eliminatórias Copa 2026 |
| 8.  | 12 de setembro de 2023 | Santiago, Chile                 | 0–0       | Chile          | -    | Eliminatórias Copa 2026 |
| 9.  | 12 de outubro de 2023  | Barranquilla, Colômbia          | 2–2       | Uruguai        | -    | Eliminatórias Copa 2026 |
| 10. | 17 de outubro de 2023  | Quito, Equador                  | 0–0       | Equador        | -    | Eliminatórias Copa 2026 |
| 11. | 21 de novembro de 2023 | Assunção, Paraguai              | 0–1       | Paraguai       | -    | Eliminatórias Copa 2026 |
| 12. | 22 de março de 2024    | Londres, Inglaterra             | 0–1       | Espanha        | -    | Partida amistosa        |
| 13. | 26 de março de 2024    | Madrid, Espanha                 | 3–2       | Romênia        | 1    | Partida amistosa        |
| 14. | 8 de junho de 2024     | Landover, Estados Unidos        | 1–5       | Estados Unidos | 1    | Partida amistosa        |
| 15. | 15 de junho de 2024    | East Hartford, Estados Unidos   | 3–0       | Bolívia        | 1    | Partida amistosa        |
| 16. | 24 de junho de 2024    | Houston, Estados Unidos         | 2–1       | Paraguai       | -    | Copa América            |
| 17. | 28 de junho de 2024    | Glendale, Estados Unidos        | 3–0       | Costa Rica     | -    | Copa América            |
| 18. | 2 de julho de 2024     | Santa Clara, Estados Unidos     | 1–1       | Brasil         | -    | Copa América            |
| 19. | 6 de julho de 2024     | Glendale, Estados Unidos        | 5–0       | Panamá         | -    | Copa América            |
| 20. | 10 de julho de 2024    | Charlotte, Estados Unidos       | 0–1       | Uruguai        | -    | Copa América            |
| 21. | 14 de julho de 2024    | Miami, Estados Unidos           | 1–0       | Argentina      | -    | Copa América            |
| 22. | 6 de setembro de 2024  | Lima, Peru                      | 1–1       | Peru           | -    | Eliminatórias Copa 2026 |
| 23. | 10 de setembro de 2024 | Barranquilla, Colômbia          | 2–1       | Argentina      | -    | Eliminatórias Copa 2026 |
| 24. | 10 de outubro de 2024  | El Alto, Bolívia                | 1–0       | Bolívia        | -    | Eliminatórias Copa 2026 |
| 25. | 15 de outubro de 2024  | Barranquilla, Colômbia          | 4–0       | Chile          | -    | Eliminatórias Copa 2026 |
| 26. | 15 de novembro de 2024 | Montevidéu, Uruguai             | 3–2       | Uruguai        | -    | Eliminatórias Copa 2026 |
| 27. | 19 de novembro de 2024 | Barranquilla, Colômbia          | 0–1       | Equador        | -    | Eliminatórias Copa 2026 |
| 28. | 20 de março de 2025    | Brasília, Brasil                | 2–1       | Brasil         | -    | Eliminatórias Copa 2026 |
| 29. | 25 de março de 2025    | Barranquilla, Colômbia          | 2–2       | Paraguai       | -    | Eliminatórias Copa 2026 |
| 30. | 6 de junho de 2025     | Barranquilla, Colômbia          | 0–0       | Peru           | -    | Eliminatórias Copa 2026 |
| 31. | 10 de junho de 2025    | Buenos Aires, Argentina         | 1–1       | Argentina      | -    | Eliminatórias Copa 2026 |

## Títulos
América de Cali
- Campeonato Colombiano: 2020

Fluminense
- Taça Guanabara: 2022 e 2023
- Campeonato Carioca: 2022 e 2023
- Copa Libertadores da América: 2023
- Recopa Sul-Americana: 2024

### Prêmios individuais
- Seleção do Campeonato Carioca: 2023[34] e 2025[35]
- Seleção da Copa Libertadores da América: 2023[36]
- Bola de Bronze do Mundial de Clubes: 2023[37]
- Seleção do Cartola 2023[38]
- Equipe Ideal da América (El País): 2023
- Melhor jogador da partida do Mundial de Clubes FIFA de 2025 em: 
  - Fluminense 0–0 Borussia Dortmund
  - Fluminense 4–2 Ulsan HD
  - Internazionale 0–2 Fluminense

### Artilharias
- Recopa Sul-Americana de 2024: 2 gols

### Líder de assistências
- Copa do Brasil de 2023: 3 assistências